# Qt
Qt (oficialmente pronunciado como a palavra inglesa cute ) é um framework multiplataforma para desenvolvimento de interfaces gráficas em C++ criado pela empresa norueguesa Trolltech. Com ele é possível desenvolver aplicativos e bibliotecas uma única vez e compilá-los para diversas plataformas sem que seja necessário alterar o código fonte.
Qt é utilizado largamente no ambiente desktop KDE e na antiga plataforma para dispositivos móveis da Nokia, Maemo (também livre), além do BlackBerry 10 e diversos softwares conhecidos e outros internos por grandes empresas não só da área de tecnologia como Google, HP e Adobe, mas também dos mais variados setores como Disney, DreamWorks SKG, Lucasfilm, Siemens, Volvo, NASA, ESA, Philips, Samsung e Panasonic.
Qt é mantido pelo Qt Project, uma iniciativa de software livre envolvendo desenvolvedores individuais e provenientes de empresas como Nokia, Digia e outras. Antes do lançamento do Qt Project, era desenvolvido pela divisão da Nokia Qt Development Frameworks, da empresa Norueguesa Trolltech, a desenvolvedora original do Qt. Em fevereiro de 2011 a Nokia anunciou sua decisão de abandonar as tecnologias baseadas no Symbian e usar tecnologias da Microsoft em seus aparelhos. Logo após foi anunciado que a Digia, uma empresa finlandesa de softwares corporativos e uma das principais usuárias e colaboradoras do Qt, iria assumir o licenciamento comercial e serviços de suporte do Qt. Em agosto de 2012 um anúncio foi realizado que a Digia iria assumir todo desenvolvimento do Qt já que a Nokia não teria mais qualquer interesse no framework. Antes da aquisição a Nokia já preparava o lançamento do Qt 5, uma versão completamente reestruturada.

## Plataformas
Qt funcionam nas seguintes plataformas:
- Windows – Qt for Microsoft Windows[11]
- Windows CE, Mobile – Qt for Windows CE and Windows Mobile[12]
- Symbian – Qt for the Symbian.[13][14]
- OS X – Qt for Apple OS X; suportando Cocoa[15]
- X11 – Qt for X Window System (GNU/Linux, FreeBSD, HP-UX, Solaris, AIX, etc.)[16]
- Embedded Linux – Qt for embedded platforms: personal digital assistant, smartphone, etc.[17]
- Maemo, MeeGo – Qt for Maemo[18]
- QNX / BlackBerry 10 - Qt for BlackBerry 10.[19]
- Wayland – Qt for Wayland. Aplicações podem trocar entre X and Wayland em tempo de execução[20][21]

### Plataformas suportadas pela comunidade
Como o Qt está aberto no Gitorious várias plataformas são suportadas pela comunidade:
- Qt for OpenSolaris – Qt for OpenSolaris[22]
- Qt for Haiku – Qt for Haiku[23]
- Qt for OS/2 – Qt for OS/2 eCS platform[24]
- Qt-iPhone – experimental[25][26]
- Qt for webOS – experimental[27]
- Qt for Amazon Kindle DX – experimental[28]
- Necessitas – Qt for Android[29][30]

## Design
Qt usa o C++ padrão com geração de código através do  seu Meta Object Compiler, ou moc com várias macros para enriquecer a linguagem. Qt pode ser usado por várias linguagens de programação através de bibliotecas de ligação. Roda nas principais plataformas de desktop, dispositivos móveis e embarcados. Tem suporte à internacionalização. Algumas das características não relacionadas à GUI incluem SQL para acesso a diversos banco de dados, XML, JSON, thread, redes, impressão, PDF, manipulação de imagens como SVG e uma API unificada multiplataforma para manipulação de arquivos, além de diversas estrutura de dados, por isso o Qt é um framework completo para desenvolvimento de aplicações multiplataforma.

### Módulos
- Módulos para desenvolvimento geral
  - QtCore – contém classes não relacionadas a GUI, incluindo o laço de eventos e mecanismo de sinal e slot, abstrações independentes da plataforma para Unicode, processos leves, arquivos mapeados, memória compartilhada, expressões regulares, e configuração de aplicação
  - QtGui – contém a maioria das classes GUI; incluindo classes para tabelas, árvores e listas de acordo com o Padrão de projeto de software, MVC; também inclui um controlo sofisticado de ecrã 2D capaz de suportar milhares de outros objetos. Na versão 5 muitos dos widgets serão deslocados para outra biblioteca
  - QtMultimedia – implementa funcionalidade baixo nível de multimídia
  - QtNetwork – contém classes para manipulação de clientes and servidores UDP e TCP; implementando clientes FTP e HTTP, suportando buscas DNS; os eventos de rede são integrados o laço de eventos geral facilitando o desenvolvimento de aplicações de rede
  - QtOpenGL – contém classes que suportam OpenGL e reprodução de gráficos 3D
  - QtOpenVG – plugin para desenho de OpenVG
  - QtPrintSupport - classes para controlo de impressão, PDF, etc
  - QtPublishSubscribe - mecanismo simplificado de notificações
  - QtScript – mecanismo para script baseado no ECMAScript
  - QtScriptTools – componentes adicionais para uso com QtScript
  - QtSensors - controlo de sensores de hardware
  - QtServiceFramework - criação de execução de serviços
  - QtSql – contém classes com suporte a diversos bases de dados livres e proprietárias. Inclui modelos editáveis para utilização com as classes GUI. E inclui ainda uma implementação do SQLite
  - QtSvg – contém classes para visualização de arquivos SVG
  - QtSystemInfo - para obter informações sobre o dispositivo
  - QtWebKit – fornece um mecanismo de reprodução gráfica e interação web baseados no WebKit
  - QtXml – implementa SAX e DOM interfaces para o manipulador XML
  - QtXmlPatterns – dá suporte a XPath, XQuery, XSLT e validação de XML
  - Phonon – API multimídia
  - Qt3Support – classes legadas
  - Qt Declarative[31] framework declarativo para construir interfaces fluidas em QML
  - QtWidgets - classes widgets
- Módulos para uso com ferramentas Qt
  - QtDesigner
  - QtUiTools
  - QtHelp
  - QtTest
- Módulos para desenvolvedores Unix
  - QtDBus – biblioteca para realizar comunicação entre processos via protocolo D-Bus
- Módulos para desenvolvedores Windows
  - QAxContainer – extensão para acessar controles ActiveX e objetos COM
  - QAxServer – biblioteca estática que transforma um binário padrão em um servidor COM

A nova versão será Qt 5 e espra ser lançada em agosto de 2012. Essa nova versão marca uma grande mudança produzindo um framework mais modularizado, gráficos acelerados por hardware, QML e JavaScript tendo papel importante. C++ Widgets continuarão suportados mas não serão mais parte central da plataforma. Qt 5 também terá novas funcionalidades, melhoria em performance, rapidez de desenvolvimento e suporte básico ao C++11 mantendo compatibilidade com C++98.

### Uso de renderização nativa da UI
QT é usada para emular o visual nativo das plataformas, onde ocasionalmente leva a algumas leves discrepâncias onde a emulação é imperfeita. Versões recentes usam APIs nativas das diferentes plataformas para selecionar métricas e desenhar parte dos controles e não sofrem tanto dos problemas citados.
Em algumas plataformas (como no MeeGo e KDE) Qt é a API nativa.

### Compilador Metaobject
O compilador metaobject, ou moc, é uma ferramenta que processa fontes de um programa Qt gerando código C++ padrão. Ele interpreta certas macros em um código C++ como anotação de código e as usa para gerar código C++ adicional com Meta Informação sobre as classes usada no programa. Essa meta informação é usada para prover funcionalidades não disponíveis no C++ tais como signais e slots, introspecção de tipos e chamadas de função assíncronas.

### Bindings para outras linguagens
Diversas outras linguagens de programação além do C++ podem usar a Qt através de bibliotecas que conectam a linguagem ao framework. Algumas delas permitem acesso completo a todos os módulos enquanto outras apenas a alguns módulos mais importantes para a programação de uma GUI. Esses bindings são criados pelas comunidades e não são suportados oficialmente pelos desenvolvedores da Qt, embora algumas delas já tenham recebido esse suporte no passado. As principais linguagens com bindings são: Ada, C# e .Net, D, Go, Haskell, Harbour, Java, Lisp, Lua, OCaml, Pascal, Perl, PHP, Python, R, Ruby, Rust, Scheme, Tcl além do QML que é uma linguagem declarativa pertencente ao próprio Qt e o QtScript, uma linguagem baseada no Ecmascript também disponível no framework e suporta por pelas ferramentas oficiais.
Qualquer aplicação pode ser configurada por scripts através do QtScript.

### Programa Olá Mundo
```
#include
 
<QtGui>

int
 
main
(
int
 
argc
,
 
char
 
*
argv
[])

{

    
QApplication
 
app
(
argc
,
 
argv
);

    
QLabel
 
label
(
"Olá, Mundo!"
);

    
label
.
show
();

    
return
 
app
.
exec
();

}

```

## Ferramentas
- Qt Creator, é uma IDE completa e específica para C++, QtScript e QML para todas as plataformas suportadas
- qmake, que automatiza a geração de Makefiles para desenvolvimento em todas as plataformas suportadas
- Qt Designer
- Qt Assistant
- Qt Linguist
- lupdate
- lrelease
- lconvert
- QVFb
- makeqpf
- uic (User Interface Compiler)
- rcc (Resource Compiler)
- qtconfig
- qconfig
- qtdemo
- qt3to4
- qdbusxml2cpp
- D-Bus Viewer
- Qt Visual Studio Add-in
- Qt Eclipse Integration
- Qt Simulator
- Nokia Smart Installer for Symbian
- qmlviewer
- Qt Quick

## História
Haavard Nord e Eirik Chambe-Eng (os desenvolvedores originais da Qt e o CEO e Presidente, respectivamente da Trolltech) começaram o desenvolvimento da "Qt" em 1991.
O toolkit foi chamado de Qt porque a letra Q ficava atraente no Emacs, e "t" foi inspirado no Xt, o toolkit X.
As primeiras versões contavam apenas com duas edições: Qt/X11 for Unix e Qt/Windows for Windows. A versão para Windows só estava disponível em licença proprietária, significando que aplicações escritas para o Qt for X11 não poderiam ser portadas para Windows sem a compra de uma licença comercial.
No fim de 2001, a Trolltech lançou a Qt 3.0, adicionando suporte para o Mac OS X. O suporte para o Mac OS X também estava disponível apenas com licença proprietária até Junnho de 2003, quando a Trolltech lançou a Qt 3.2 com suporte ao Mac OS X disponível através de licença GPL.
Em Junho de 2005, a Trolltech lançou a Qt 4.0.
A Nokia adquiriu a Trolltech ASA em 17 de Junnho de 2008 e mudou seu nome inicialmente para Qt Software, e depois para Qt Development Frameworks.
Desde então o desenvolvimento da Qt foi focado no suporte para seus dispositivos, usando tecnologias como Symbian S60 platform. Version 1.0 do Nokia Qt SDK foi lançado em 23 de Junho de 2010. O código fonte foi liberado através do Gitorious, para aumentar a adoção e participação da comunidade nas melhorias da Qt.
Em Dezembro de 2012, foi lançada a Qt 5.0.
Em Dezembro de 2020, foi lançada a Qt 6.0.

### Licenciamento
A Qt sempre esteve disponível para licenciamento para aplicações proprietárias. Com o tempo a Qt foi sendo disponibilizada através de licenças livres. Atualmente está disponível sob as licenças:
- GPL 3.0[3][4]
- LGPL 2.1 (com exceção especial para desenvolvimento de software proprietário)[3][5]
- Qt Commercial Developer License (software comercial)[3][6]